# Campeonato Asiático de Voleibol Masculino Sub-18
O Campeonato Asiático de Voleibol Masculino Sub-18 é uma competição infanto-juvenil organizada pela Confederação Asiática de Voleibol (AVC) que reúne as seleções de voleibol da Ásia e da Oceania. A competição é reservada a jogadores com idade inferior a 18 anos.

## Histórico
Sua primeira edição foi realizada em 1997 e teve como campeã a seleção da Taipé Chinesa.

## Quadro geral
| Ordem | País            | Medalha de ouro | Medalha de prata | Medalha de bronze | Total |
| ----- | --------------- | --------------- | ---------------- | ----------------- | ----- |
| 1     | Irã             | 7               | 2                | 1                 | 10    |
| 2     | Japão           | 3               | 3                | 2                 | 8     |
| 3     | Coreia do Sul   | 1               | 5                | 1                 | 7     |
| 4     | Índia           | 1               | 1                | 3                 | 5     |
| 5     | Taipé Chinês    | 1               | 0                | 1                 | 2     |
| 6     | China           | 0               | 2                | 4                 | 6     |
| 7     | Coreia do Norte | 0               | 0                | 1                 | 1     |

## MVP por edição
- 2001 –  Mohammad Soleimani
- 2003 –  Sanjay Kumar
- 2005 –  Saber Narimannejad
- 2007 –  Mojtaba Shaban
- 2008 –  Farhad Salafzoun
- 2010 – Ramin Khani
- 2012 –  Akbar Valaei
- 2014 –  Rasoul Aghchehli
- 2017 –  Kento Miyaura
- 2018 –  Taito Mizumachi
- 2022 –  Hiroki Bito